# آدری (واشینگتن)
آدری (به انگلیسی: Audrey) یک منطقهٔ مسکونی در ایالات متحده آمریکا است که در شهرستان بنتون، واشینگتن واقع شده است. آدری ۱۵۵ متر بالاتر از سطح دریا واقع شده است.